# Catharsius
Catharsius är ett släkte av skalbaggar. Catharsius ingår i familjen bladhorningar.

## Bildgalleri

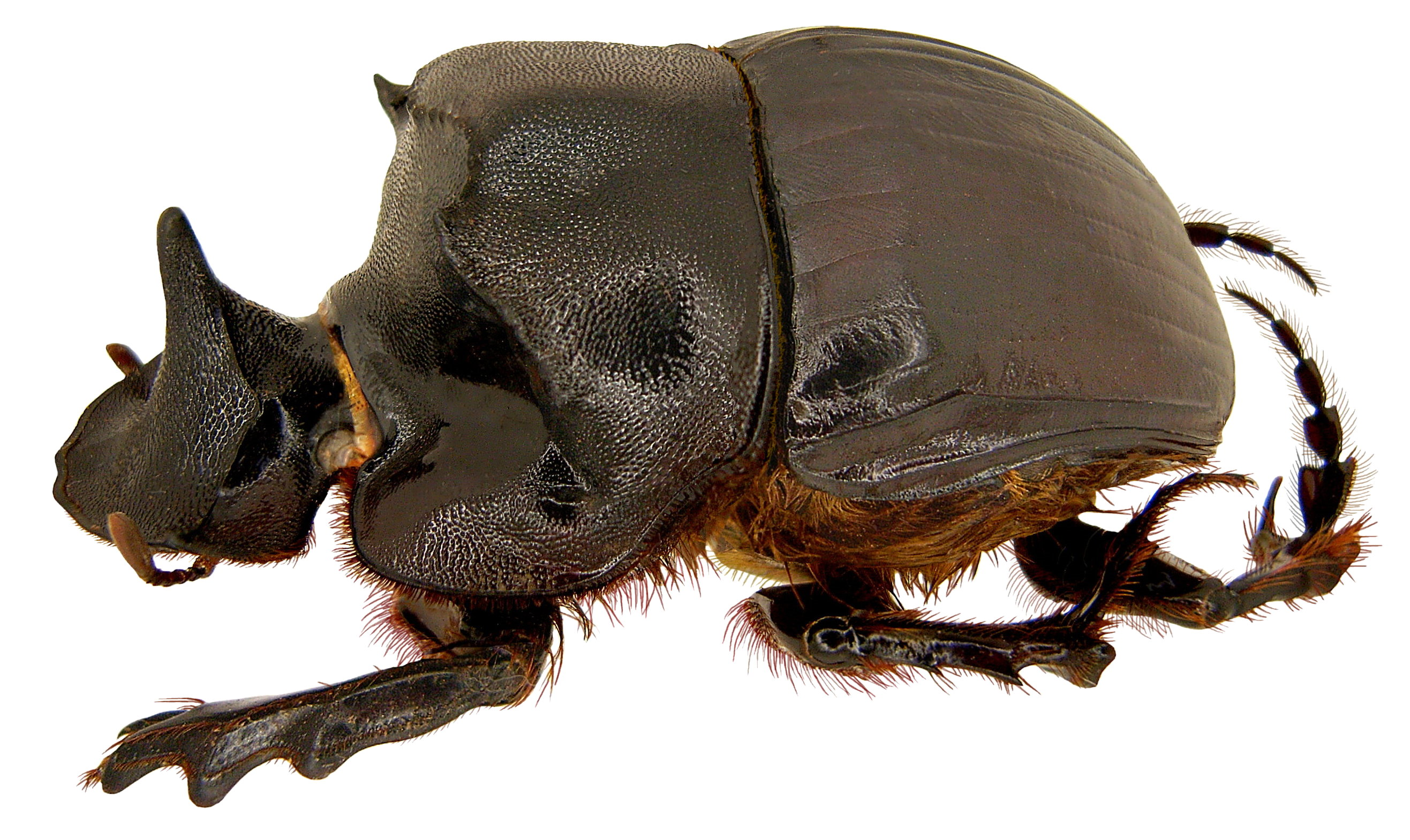

## Dottertaxa tillCatharsius, i alfabetisk ordning[1]
- Catharsius achates
- Catharsius adamastor
- Catharsius aethiops
- Catharsius africanus
- Catharsius alpheus
- Catharsius approximans
- Catharsius balubanus
- Catharsius bellus
- Catharsius biconifer
- Catharsius bicornutus
- Catharsius birmanensis
- Catharsius bradshawi
- Catharsius brevicornis
- Catharsius brittoni
- Catharsius brutus
- Catharsius calaharicus
- Catharsius capucinus
- Catharsius cassius
- Catharsius chinai
- Catharsius congolensis
- Catharsius convexiusculus
- Catharsius coptorhinaformis
- Catharsius crassicornis
- Catharsius davidi
- Catharsius dayacus
- Catharsius dubius
- Catharsius duciformis
- Catharsius dux
- Catharsius erechtheus
- Catharsius eteocles
- Catharsius fastidiosus
- Catharsius furcillatus
- Catharsius garambae
- Catharsius gorilla
- Catharsius gorilloides
- Catharsius granulatus
- Catharsius guineensis
- Catharsius haafi
- Catharsius harpagus
- Catharsius heros
- Catharsius hertli
- Catharsius jacksoni
- Catharsius javanus
- Catharsius juheli
- Catharsius karlwerneri
- Catharsius kolbei
- Catharsius laticeps
- Catharsius latifossa
- Catharsius lepineyi
- Catharsius longiceps
- Catharsius luluensis
- Catharsius lycaon
- Catharsius machadoi
- Catharsius marcellus
- Catharsius melancholicus
- Catharsius mirabilis
- Catharsius molossus
- Catharsius morettoi
- Catharsius mossambicanus
- Catharsius nathani
- Catharsius neptunus
- Catharsius ninus
- Catharsius oedipus
- Catharsius oryx
- Catharsius pandion
- Catharsius parafastidiosus
- Catharsius phidias
- Catharsius philus
- Catharsius pithecius
- Catharsius platicornis
- Catharsius platycerus
- Catharsius platynotus
- Catharsius platypus
- Catharsius polynices
- Catharsius pseudocongolensis
- Catharsius pseudolycaon
- Catharsius pseudooedipus
- Catharsius pseudovitulus
- Catharsius quadridentatus
- Catharsius renaudpauliani
- Catharsius rhinoceros
- Catharsius saegeri
- Catharsius sagax
- Catharsius satyrus
- Catharsius scopas
- Catharsius semirubidus
- Catharsius sesostris
- Catharsius severini
- Catharsius simillimus
- Catharsius somalicus
- Catharsius spectabilis
- Catharsius straeleni
- Catharsius stuhlmanni
- Catharsius tricornutus
- Catharsius tridens
- Catharsius ugandicus
- Catharsius ulysses
- Catharsius upembanus
- Catharsius vansoni
- Catharsius vitulus